# Gran Premi de les Amèriques 1989
El Gran Premi de les Amèriques 1989 fou la 2a edició del Gran Premi de les Amèriques. La cursa es disputà el 6 d'agost de 1989, sent el vencedor final el suís Jörg Müller que s'imposa en solitari per davant d'Yvon Madiot i Charly Mottet.
Va ser la setena cursa de la Copa del Món de ciclisme de 1989.

## Classificació final
|    | Ciclista        | Equip                  | Temps      |
| -- | --------------- | ---------------------- | ---------- |
| 1  | Jörg Müller     | PDM-Concorde           | 6h 03' 39" |
| 2  | Yvon Madiot     | Toshiba-Kärcher-Look   | + 45"      |
| 3  | Charly Mottet   | RMO-Mavic              | + 57"      |
| 4  | Greg LeMond     | AD Renting             | + 1'31"    |
| 5  | Seán Kelly      | PDM-Concorde           | m. t.      |
| 6  | Pascal Richard  | Helvetia-La Suisse     | m. t.      |
| 7  | Theo de Rooij   | Panasonic-Isostar      | m. t.      |
| 8  | Marc Madiot     | Toshiba-Kärcher-Look   | m. t.      |
| 9  | Robert Millar   | Z-Peugeot              | m. t.      |
| 10 | Acácio da Silva | Carrera Jeans-Vagabond | m. t.      |